# Spritrute
 Denne artikel omhandler overvejende eller alene danske forhold. Hjælp gerne med at gøre artiklen mere almen.
En spritrute var et synonym for en afgiftsfri skibsrute,[kilde mangler] et fænomen der opstod omkring 1960 og sluttede i sin egentlige form den 30.06.1999. Her kunne man købe afgiftsfrie varer for en begrænset sum penge. Serveringen om bord er også afgiftsfri den dag i dag. Toldreglerne i de forskellige farvande skiftede med tiden. I en periode var det især transistorradioer og autoradioer der var interessante, da de lå under toldreglernes begrænsning. Langsomt forsvandt fordelene ved at sejle med spritruterne. Med etableringen af det indre marked efter EF-pakken forsvandt afgiftsfriheden på ruter mellem EU-landene, hvad der gjorde spritruterne langt mindre rentable.
De spritruter der sejlede på Flensborg Fjord, hed på sønderjysk æ spritte, fx kendt fra sangen Ta' en tur mæ æ spritte med den alsiske gruppe Vos.
Omkring årtusindskiftet blev færgeruterne på Flensborg Fjord lukket.

## Ruter
- Fåborg – Gelting (ophørt 30. juni 1999)
- Gråsten – Lyksborg
- Kollund – Flensborg
- Langeland (Bagenkop) – Kiel (senest ophørt 4. november 2003)
- Nysted – Burg
- Rømø – Sild
- Sønderborg – Langballeå